# David A. Levy

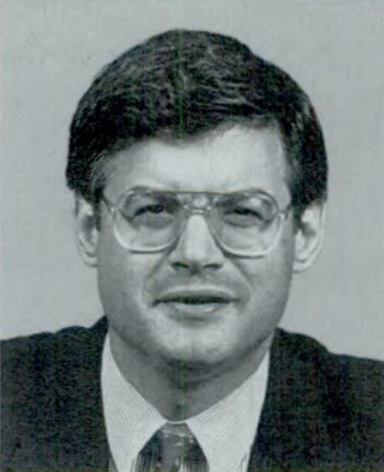
David A. Levy

David A. Levy (* 18. Dezember 1953 in Johnson County, Indiana) ist ein US-amerikanischer Jurist und Politiker. Zwischen 1993 und 1995 vertrat er den Bundesstaat New York im US-Repräsentantenhaus.

## Werdegang
David A. Levy wurde ungefähr fünf Monate nach dem Ende des Koreakrieges in Johnson County geboren. Er ging auf die Hofstra University, wo er 1973 einen Bachelor of Arts und 1979 einen Juris Doctor machte. Seine Zulassung als Anwalt erhielt er 1980 und begann dann zu praktizieren. Er war in der Leitung eines Versorgungsunternehmens. Zwischen 1989 und 1993 saß er im Stadtrat (town council) von Hempstead (New York).
Politisch gehört er der Republikanischen Partei an. Bei den Kongresswahlen des Jahres 1992 wurde er im vierten Wahlbezirk von New York in das US-Repräsentantenhaus in Washington, D.C. gewählt, wo er am 4. Januar 1993 die Nachfolge von Norman F. Lent antrat. Er erlitt im Jahr 1994 bei seiner Wiederwahlkandidatur eine Niederlage und schied nach dem 3. Januar 1995 aus dem Kongress aus.
Danach nahm er eine Stelle als News Director bei WKJY-FM in Hempstead an. Seine Ehefrau, Tracey Burgess, war seine Assistentin. Levy war auch wieder im Stadtrat tätig. Danach war er als Special Assistant von Supervisor Gregory Peterson tätig. Er arbeitete für Radiosender, wie WGBB (Freeport, New York), WHN (New York), WINS (New York) und WKJY (Hempstead, New York).